# Conflict (filme)
Conflict (bra: Conflitos), também conhecido como The Showdown, é um filme norte-americano de 1936, do gênero drama romântico, dirigido por David Howard, com roteiro de Charles Logue e Walter Weems baseado no romance The Abysmal Brute, de Jack London.

## A produção
Este é o segundo dos seis filmes que John Wayne fez para a Universal Pictures entre 1936 e 1937, nenhum deles de faroeste.
Ward Bond, no papel do vilão, inaugura uma longa série de filmes em que atua ao lado do astro Wayne. Já a mocinha Jean Rogers, esta ficou famosa pelo seriado Flash Gordon, feito no mesmo ano.
O romance The Abysmal Brute já havia servido de base para um filme homônimo de 1923, estrelado por Reginald Denny.

## Sinopse
Pat Glendon é um lenhador envolvido com uma gangue que promove lutas de boxe com resultados arranjados. Ele vai para pequenas cidades, ganha a confiança dos moradores e depois toma-lhes o dinheiro. Quando conhece a bela Maude Sangster, resolve que é chegada a hora de regenerar-se.

## Elenco
| Ator/Atriz      | Personagem       |
| --------------- | ---------------- |
| John Wayne      | Pat Glendon      |
| Jean Rogers     | Maude Sangster   |
| Ward Bond       | Gus Carrigan     |
| Tommy Bupp      | Tommy            |
| Bryant Washburn | Editor do jornal |
| Frank Sheridan  | Sam Steubner     |
| Harry Woods     | Kelly            |